# 愛知県道285号安城八ツ田知立線
愛知県道285号安城八ツ田知立線（あいちけんどう285ごう あんじょうやつだちりゅうせん）は、愛知県安城市から知立市に至る一般県道である。

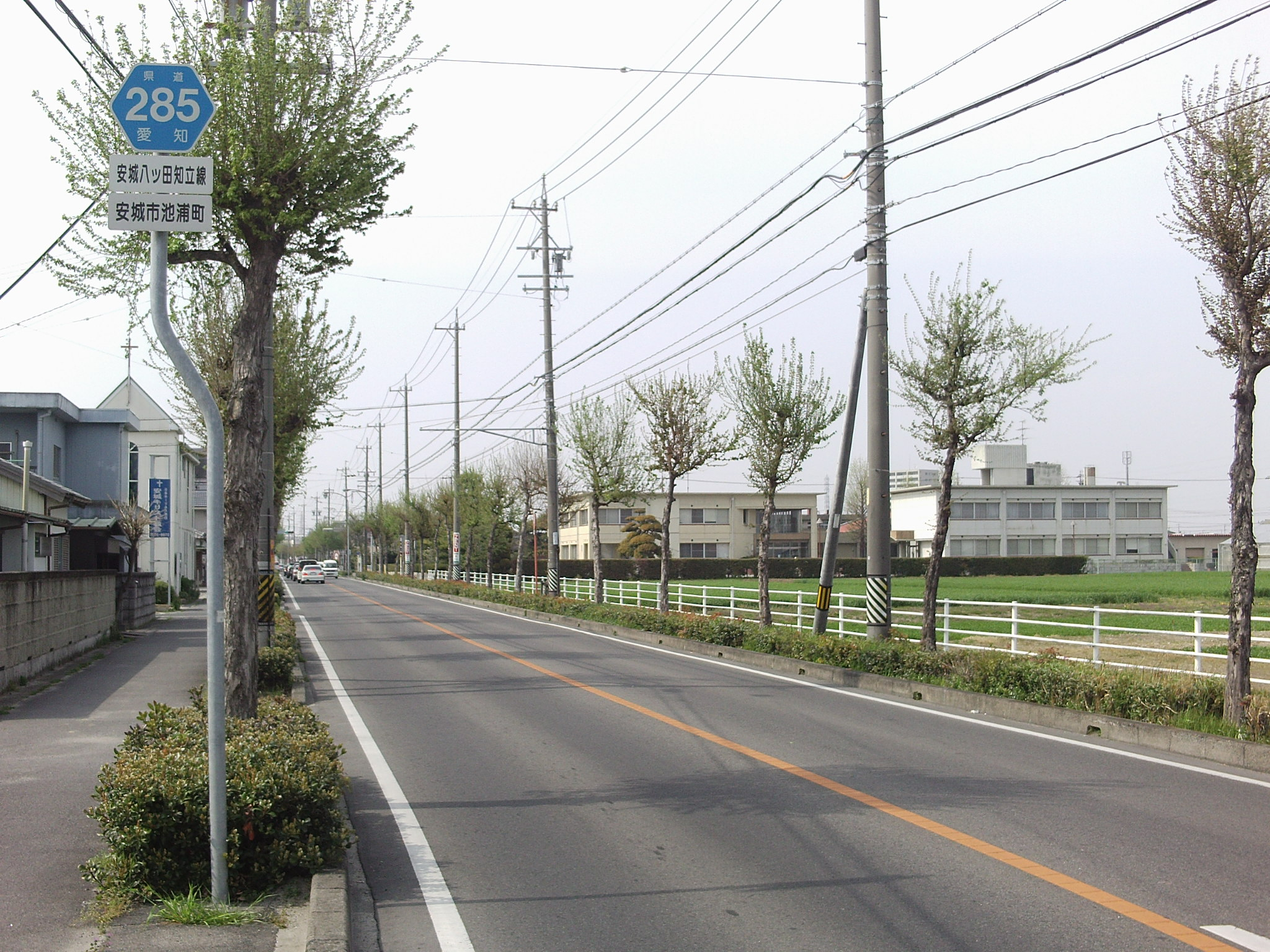
安城市池浦町にて。

## 概要

### 路線データ
- 起点：愛知県安城市池浦町
- 終点：愛知県知立市中町

## 沿革
- 1959年（昭和34年）12月15日 - 認定

## 通過する自治体
- 愛知県
  - 安城市 - 知立市

## 接続する道路
- 愛知県道47号岡崎半田線・愛知県道76号豊田安城線（丸田交差点）
- 愛知県道12号豊田一色線（篠目町竜田交差点）
- 国道419号（知立東高校東交差点）
- 愛知県道51号知立東浦線・愛知県道298号安城知立線（西尾街道、中町交差点）

## 周辺

### 安城市
- 愛知県農業総合試験場水田利用研究室 - 1920年（大正9年）に名古屋市東区から安城市に愛知県農事試験場が移転し、1953年（昭和28年）に愛知県農業試験場に改称。1966年（昭和41年）には愛知郡長久手村（現・長久手市）に複数の機関を統合した愛知県農業総合試験場が設立され、安城市の施設は総合試験場の一施設となった[1]。
- バロー 安城店
- デンソーエレクトロニクス本社・本社工場 - 旧称はアンデン。
- 篠目公園
- 安城市立篠目中学校

### 知立市
- 知立団地
- 知立市立八ツ田小学校
- ギャラリエアピタ知立店
- 知立市役所